# Передпортова (станція)
Передпортова — залізнична станція Жовтневої залізниці в Московському районі Санкт-Петербурга на лінії Санкт-Петербург - Луга.
На станції зупиняються більшість прямуючих через неї приміських електропоїздів. Попередня від Петербурга платформа — Ленінський Проспект, наступна — Аеропорт.
Крім пасажирських платформ для електропоїздів, тут знаходиться вантажна товарна станція та термінали. Через станцію проходить «південна портова залізниця» до морського порту, звідси і назва — «Передпортова». Станція є частиною залізничного вузла, що сполучає «південну портову залізницю» з напрямками на Балтійський вокзал, Лігово та Гатчини.
Станція без колійного розвитку запрацювала разом з «південною залізницею» 30 липня 1929 р, в 1930 р її відкрили як повноцінну станцію, згодом була добудована сортувальна гірка. Лінія в сторону Лігово побудована в 1940-1941 рр. У роки Другої світової війни «південна залізниця» була частково розібрана в ході оборони Ленінграда, в насипах влаштовувалися фортифікаційні споруди, але бої до них не дійшли. Була розібрана і сортувальна гірка станції Передпортова, яка потім відновлена не була. Гірка розташовувалася в районі сучасного 7-го Передпортового проїзду. У 2001-2002 рр. станція пройшла істотну реконструкцію в рамках загальної модернізації Санкт-Петербурзького залізничного вузла.
Станцію з Передпортовою вулицею сполучає надземний пішохідний перехід. Передпортова вулиця в цьому місці за допомогою побудованого у 2008 році шляхопроводу примикає до складної і масивної розв'язки з Дачним проспектом, КАД і південним закінченням ЗСД.